# Kuczbork-Wieś
Kuczbork-Wieś – wieś w Polsce położona w województwie mazowieckim, w powiecie żuromińskim, w gminie Kuczbork-Osada. Ma status sołectwa.
W latach 1975–1998 miejscowość administracyjnie należała do województwa ciechanowskiego.
Przez miejscowość przebiega droga wojewódzka nr 563.
Wierni kościoła rzymskokatolickiego należą do parafii św. Bartłomieja w Kuczborku-Osadzie.